# إدوارد غيفنز
إدوارد غيفنز (بالإنجليزية: Edward Givens)‏ هو ضابط وطيار أمريكي، ولد في 5 يناير 1930 في كوانا في الولايات المتحدة، وتوفي في 6 يونيو 1967 في هيوستن في الولايات المتحدة بسبب حادث مرور.